# Samurai Champloo
Samurai Champloo är en japansk anime-serie på 26 avsnitt. Serien är regisserad av Shinichiro Watanabe som även har gjort Cowboy Bebop. Den blandar action, äventyr och komedi, och utspelar sig i Japan under Edo-perioden. Trots att Samurai Champloo utspelar sig under en historisk period så är den medvetet full av anakronistiska detaljer, och soundtracket består mestadels av nyproducerad hiphop. De tre huvudpersoner som serien kretsar kring är den unga rebellen Mugen, en ronin vid namn Jin, samt den unga flickan Fuu. Serien börjar med att Fuu övertalar Jin och Mugen att följa med henne för att söka efter en mystisk samuraj som doftar av solrosor.
Samurai Champloo började visas i Japan och USA i maj 2004, och den visades under 2006 på Canal Plus i Sverige och visades 2009 på ZTV. Mugen är en hetlevrad person och tar ofta till våld i alla situationer. Jin är en lugn och harmonisk person som inte använder våld mer än han måste. Jin kan översättas till "universell kärlek". Jin, universell kärlek, var en av principerna i samurajernas hederskodex kallat Bushidō (武士道). Fuu är den som håller Mugen och Jin i styr.